# Territorio Energia Ambiente
TEA (Territorio Energia Ambiente) è una società per azioni che fornisce servizi energetici (energia elettrica, gas, illuminazione pubblica), ambientali (raccolta e smaltimento rifiuti), idrici (ciclo idrico integrato), funerari (servizi cimiteriali, onoranze funebri).

## Attività
Il Gruppo Tea è articolato in più società che operano nei settori dell’energia, dell’ambiente, dell’acqua e del fine vita. Le principali attività del Gruppo sono:
- Servizio idrico: gestisce il ciclo idrico integrato attraverso Tea Acque s.r.l. e Aqa Mantova s.r.l., per il Comune di Castiglione delle Stiviere, che curano la captazione, il sollevamento, il trattamento, lo stoccaggio, il trasporto, il controllo, la distribuzione, il collettamento fognario e la distribuzione dell'acqua.
- Servizio ambientale: il servizio è gestito da Mantova Ambiente S.r.l., che si occupa di: raccolta, trasporto e conferimento agli impianti finali di rifiuti solidi urbani, smaltimento di rifiuti solidi urbani e speciali, raccolte differenziate, spazzamento stradale, diserbo, canalizzazione fognaria, gestione del verde pubblico.
- Servizio energetico: 
  - Tea Energia s.r.l. si occupa della vendita di gas, energia elettrica e calore da teleriscaldamento.
  - Sei s.r.l. si occupa di sviluppo di energie rinnovabili; produzione di calore e teleriscaldamento; gestione di impianti termici; gestione delle reti di distribuzione gas naturale, teleriscaldamento, illuminazione pubblica.
  - Tea Reteluce s.r.l. si occupa della messa a norma delle reti di illuminazione pubblica; installazione di apparecchi per videosorveglianza, wi-fi, rilevamento acustico e atmosferico, ricarica dei veicoli elettrici da posizionare sui punti luce.
- Servizi cimiteriali: 
  - Gestione integrale dei servizi cimiteriali.
  - Tea Servizi Funerari s.r.l. gestisce tutte le fasi del servizio funebre.